# Théorie de la base économique
La Théorie de la base économique, ou Théorie de la base, est une théorie d'économie urbaine développée dans les années 1950 par des auteurs tels que Homer Hoyt (1954), Douglass North (1955) et Charles Tiebout (1956). Elle est une expression particulière, liée à l'espace et au développement local ou régional, de la notion d'avantages comparatifs de David Ricardo.
Selon cette théorie, le développement d'un espace donné dépend de ses activités d'exportation (en matière d'emploi, de population et de richesse en général). Autrement dit, dans cette théorie la variable décisive du développement territorial est le revenu monétaire capté de l’extérieur par les territoires (on parle de revenu basique). Il ne faut pas confondre ici les exportations d'un espace vers le reste du monde avec les exportations vers les pays étrangers. À cette fin, ce secteur vendant à l'extérieur de l'espace a été considéré sous le terme de « base » ou de « secteur basique ».
L'idée est de dire qu'un espace local donné est forcément restreint, et ne peut subvenir seul à ses besoins. En conséquence, il est obligé d'acheter à l'extérieur et, pour cela, de vendre. On considère que cette dépendance de l'espace vis-à-vis du marché extérieur est inversement proportionnelle à sa taille. On peut donner, à cet égard, les exemples de quelques pays. En 1988, les États-Unis exportent 9 % de leur PIB, le Japon 11 %, la France 22 %. De leur côté, des pays plus petits comme la Belgique, l'Irlande ou le Luxembourg exportent 68, 63 et 103 % de leurs PIB respectivement. Le raisonnement fonctionne aussi à l'échelle des villes : leur pouvoir d'achat, c'est-à-dire leur richesse, dépend de leur capacité à vendre à l'extérieur. Ainsi, le développement part du secteur basique et entraîne les autres secteurs : l'emploi résidentiel (qui travaille pour fournir des biens et des services vendus localement), les nouvelles populations, etc.
Notons que la « base » n'est pas uniquement constituée d'activités privées: l'emploi public qui n'est pas financé localement, les transferts publics de revenu dont bénéficient les habitants (pensions de retraite et prestations sociales), peuvent aussi être considérés comme basiques dans la mesure où ils sont une source de revenus extérieurs à l'espace local.
Cette représentation du fonctionnement du développement local, qui est déjà un peu ancienne, reste néanmoins très utilisée dans les diagnostics économiques locaux et dans l'élaboration de projets ou de plans de développement. Par ailleurs, les travaux de Laurent Davezies attestent aussi de l'importance d'une autre base économique, résidentielle, qui permet de comprendre le développement économique de certains territoires : ces travaux montrent que celui-ci d'un territoire ne dépend pas forcément de sa productivité ou de sa capacité de production ; il peut aussi être fondé sur sa capacité d'attraction de populations riches, c'est-à-dire de revenu dépensé localement. Ainsi, un territoire peu productif (qui aurait, par exemple, un taux très important de population retraitée), peut être pour autant un territoire très riche (parce que, toujours dans le même exemple, cette population retraitée y dépenserait son revenu). Cette théorie s’appuie sur un constat macroéconomique : l'augmentation du temps libre, le développement technologique (TGV, NTIC, etc.), participent de plus en plus au découplage entre lieux de production et lieux de consommation (voir l'article sur l'économie géographique). 